# Boca del Monte (Panama)
Boca del Monte è un comune (corregimiento) della Repubblica di Panama situato nel distretto di San Lorenzo, provincia di Chiriquí. Si estende su una superficie di 243,8 km² e conta una popolazione di 2.143 abitanti (censimento 2010).